# Ludwig Georg Karl Pfeiffer
Ludwig Karl Georg Pfeiffer (4 de juliol de 1805, Kassel - 2 d'octubre de 1877, ibid.) va ser un metge, botànic, briòleg i malacòleg alemany.
Va estudiar Medicina a Göttingen i a Marburg de 1821 a 1825 abans d'exercir a Cassel el 1826.
El 1831, s'enrola com a metge a l'exèrcit polonès a Lazienki i A Povonsk, i després a l'Hospital Alexandre de Varsòvia.
El 28 se embarca a Hamburg amb Johannes Gundlach (1810-1886) i Carl Friedrich Eduard Otto (1812-1885), per entre 1838 a 1839, la realització d'un viatge a Cuba durant el qual, com ha fet durant altres expedicions per Europa, constitueixen una molt rica col·lecció d'història natural. Ell es va interessar particularment en cactàcies i en mol·luscs. Pfeiffer va traduir a l'alemany les obres de Philippe Pinel (1745-1826).

## Algunes publicacions
- Enumeratio Diagnostica Cactearum hucusque Cognitarum. Berlín 1837, online
- Beschreibung und Synonymik der in deutschen Gärten lebend vorkommenden Cacteen : nebst einer Uebersicht der grösseren Sammlungen und einem Anhange über die Kultur der Cactuspflanzen. Berlín. 1837
- Kritisches Register zu Martini und Chemnitz's Systematischem Konchylien-Kabinet. Kassel 1840
- Symbolae ad historiam Heliceorum. T. Fischeri, Cassel, 1841-1846
- Die Gattungen Daudebardia, Simpulopsis, Vitrina und Succinea. Bauer et Raspe, Nuremberg, 1846
- Die gedeckelten Lungenschnecken (helicinacea et cyclostomacea) in Abbildungen nach der Natur. Dos vols. Bauer et Raspe, Nuremberg, 1846
- Die Schnirkelschnecken (Gattung Helix) en Abbildungen nach der Natur, mit Beschreibungen. Dos partes en un volumen, Bauer et Raspe, Nuremberg, 1846 — los tres últimos vols. formaron parte de Neues systematisches Conchylien-Cabinet de Friedrich Wilhelm Martini (1729-1778) y de Johann Hieronymus Chemnitz (1730-1800)
- Flora von Niederhessen und Münden. Beschreibung aller im Gebiete wildwachsenden und im grossen angebauten Pflanzen. T. Fischer, Cassel, 1847
- Monographia heliceorum viventium, sistens descriptiones... omnium hujus familiae generum et specierum.... Ocho vols., F.A. Brockhaus, Leipzig, 1848 à 1877
- Novitates conchologicae. Series I-V. Mollusca extramarina. Cinco vols., T. Fischer, Cassel, de 1854 a 1879
- Catalogue of phanero-pneumona or terrestrial operculated mollusca in the collection of the British Museum. Woodfall & Kinder, Londres, 1855
- Monographia auriculaceorum viventium... Accedente proserpinaceorum necnon generis Truncatellae historia. T. Fischer, Cassel, 1856
- Catalogue of Auriculidae. Proserpinidae & Truncatellidae en la colección del British Museum. Taylor & Francis, 1857
- Die Familie der Venusmuscheln, Veneracea, nebst einen Anhange enthaltend die Chemnitz'schen Lucinen, Galaten und Corbis. Bauer et Raspe, Nuremberg, 1869 — ed. con la serie Systematisches Conchylien-Cabinet von Martini und Chemnitz
- Synonymia botanica locupletissima generum, sectionum vel subgenerum ad finem anni 1858 promulgatorum. Dos vols. T. Fischer, Cassel, 1870-1874
- Nomenclator botanicus. Nominum ad finem anni 1858 publici juris factorum, classes, ordines, tribus, familias, divisiones, genera, subgenera vel sectiones designantium enumeratio alphabetica. Adjectis auctoribus, temporibus, locis systematicis apud varios, notis literariis atque etymologicis et synonymis. Dos tomos en cuatro vols., T. Fischer, Cassel, 1873-1874
- Nomenclator heliceorum viventium quo continentur nomina omnium hujus familiae generum et specierum hodie cognitarum disposita ex affinitate naturali. Edición póstuma, T. Fischer, Cassel, 1881
- Als Kasseler Arzt im Polnischen Freiheitskampf 1831: ein Tagebuch. Hofgeismar 2000

## Honors

### Epònims
Vegetals
Gèneres
- (Cactaceae) Pfeiffera Salm-Dyck[1]

- (Cunoniaceae) Pfeifferago Kuntze[2]

Espècies
- (Cactaceae) Ferocactus pfeifferi (Zucc. & sine ref.) Backeb.[3]

- (Cactaceae) Echinofossulocactus pfeifferii Lawr.[4]

I nombroses espècies de petxinescom Cymatium pfeifferianum, Reticutriton pfeifferianus (Reeve, 1844)

## Font
- Amédée Dechambre. 1887. Dictionario enciclopédico de las Ciencias Médicas. G. Masson. París
- Traducció dels Arts. en llengua anglesa, alemanya i francesa de la Viquipèdia